# Miguel Sevillano
Miguel Sevillano (General Villegas, 16 de outubro de 1928 — Munro, 3 de novembro de 1998) foi um ciclista olímpico argentino. Sevillano representou sua nação em dois eventos nos Jogos Olímpicos de Verão de 1948, em Londres.